# Игуман Серафим (Џарић)
Серафим Џарић (Хоћевина код Пљеваља, 15. јануар 1875 — Пљевља, 1. децембар 1941) је новоканонизовани српски свештеномученик. Био је игуман Манастира Света Тројица.

## Биографија
Архимандрит Серафим (Џарић) рођен је 1875. године у селу Хоћевина код Пљеваља. Замонашен је 1897. године у манастиру Свете Тројице код Пљеваља. За јерођакона је рукоположен 1898. године, а за јеромонаха 1900. године. Био је дугогодишњи старешина Манастира Света Тројица код Пљеваља. Стрељали су га
партизани у гимназији у Пљевљима децембра 1941. године, наводно због учешћа у петој колони.